# 雲南縣
雲南縣，中国旧县名。
西汉元封二年（前109年）置雲南縣，隸益州郡。东汉永平十二年（69年）屬永昌郡，治今祥云县云南驿镇。蜀汉建兴三年（225年）改屬雲南郡。唐初置雲南州，貞觀中改匡州，領勃弄縣、匡川縣二縣。蒙氏為雲南州，改品甸縣。晉代因之，宋為雲南州。元立品甸千戶所。至元中復為雲南州，明洪武十五年（1382年）降之為縣，隸大理路。明代仍之，屬大理府，十七年改屬趙州。清屬大理府。1929年11月改名祥雲縣。